# Miniature (The Twilight Zone)
"Miniature" is een aflevering van de Amerikaanse televisieserie The Twilight Zone. Het scenario werd geschreven door Charles Beaumont.

## Plot

### Opening
To the average person, a museum is a place of knowledge, a place of beauty and truth and wonder. Some people come to study, others to contemplate, others to look for the sheer joy of looking. Charley Parkes has his own reasons. He comes to the museum to get away from the world. It isn't really the sixty-cent cafeteria meal that has driven him here every day, it's the fact that here in these strange, cool halls he can be alone for a little while, really and truly alone. Anyway, that's how it was before he got lost and wandered in--to the Twilight Zone.
— Rod Serling

### Verhaal
Een man genaamd Charley Parkes bezoekt een museum. In het museum bevindt zich o.a. een oud poppenhuis. Wanneer Charley het huis bekijkt, meent hij een van de poppen in het huis tot leven te zien komen. In de dagen erop bezoekt hij geregeld het museum en elke keer weer ziet hij dezelfde pop tot leven komen.
Charley wordt uiteindelijk zelfs verliefd op de vrouwelijke pop, maar zijn gedrag begint anderen op te vallen. Denkend dat Charley is gek geworden, laat men hem onder behandeling van een psychiater plaatsen.
Charley verblijft een tijdje in een inrichting. Op de dag dat hij weer naar huis mag, houden zijn moeder, zus, zwager en ex-vriendin een feest voor hem, maar ze ontdekken al snel dat Charley er al stiekem vandoor is gegaan. Ze bellen de psychiater op, daar ze vermoeden dat Charley naar het museum is teruggegaan.
De familie doorzoekt het museum samen met de nachtwakers, maar vindt niets. Totdat een van de bewakers met zijn zaklamp in het poppenhuis schijnt. Binnen zit Charley, nu ook een miniatuurfiguur, samen met zijn geliefde pop op een bank. De bewaker loopt zachtjes weg en besluit wat hij net heeft gezien voor zich te houden.

### Slot
They never found Charley Parkes, because the guard didn't tell them what he saw in the glass case. He knew what they'd say, and he knew they'd be right, too, because seeing is not always believing--especially if what you see happens to be an odd corner of the Twilight Zone.
— Rod Serling

## Rolverdeling
- Robert Duvall: Charley Parkes
- Pert Kelton: Mrs. Parkes
- Barbara Barrie: Myrna
- William Windom: Dr. Wallman
- John McLiam: nachtwaker
- Barney Phillips: Diemel
- Claire Griswold: de pop (Alice)

## Trivia
- Vanwege een rechtszaak werd deze aflevering na zijn originele uitzending weggelaten uit de serie tot aan 1984.
- Bij zijn heruitgave in 1984 werd de aflevering deels in kleur uitgebracht. Daarmee staat deze aflevering bekend als een van de eerste (mogelijk de eerste) keren dat computertechniek voor het inkleuren van zwart-witbeelden werd toegepast.
- Het verhaal van deze aflevering is gelijk aan "The Traveler with the Pasted Rag Picture", een kort verhaal van Edogawa Rampo.